# Thelcticopis flavipes
Thelcticopis flavipes là một loài nhện trong họ Sparassidae.
Loài này thuộc chi Thelcticopis. Thelcticopis flavipes được Mary Agard Pocock miêu tả năm 1897.